# Селищи (Чудовский район)
Се́лищи — деревня в Чудовском муниципальном районе Новгородской области. Входит в Трегубовское сельское поселение.

## География
Расположена в 48 км севернее города Великий Новгород на правом берегу реки Волхов, на автомобильной дороге Спасская Полисть — Селищи — Малая Вишера — Любытино — Боровичи, соединяющей деревню с федеральной автомобильной дорогой «Россия» М10 (E105).

## История
Военное поселение в Селищах именовалось Первый округ графа Аракчеева полка, здесь же в Селищах был расположен штаб этого округа.
В 1831 году в Кречевицах начался бунт охвативший почти все военные поселения Новгородской губернии. Селищенское — самое северное на Волхове, было в их числе.
C 1831 год по 1863 год в комплексе находился Гродненский гусарский полк.
В 1838 году в Селищах в Гродненском гусарском полку служил Михаил Юрьевич Лермонтов.
C 1863 по 1910 год в комплексе находилась 37-я артиллерийская бригада.
В 1872 году в Селищах родился Сергей Павлович Дягилев.
С 1878 по 1892 годы в гарнизонной церкви Святого духа селищенского военного городка служил священником основатель новгородского музея древностей Николай Гаврилович Богословский (1824—1892).
Перед Великой Отечественной войной в Селищах находилась школа авиамехаников, а октября 1940 года по январь 1941 здесь была ещё Военная авиационная школа пилотов.
С осени 1941 года деревня два месяца была занята немцами и зимой 1941 года — освобождена. 1942 году — в комплексе военного поселения был организован госпиталь, а в 1943 году здесь располагался один из штабов 59-й армии Волховского фронта. В результате артобстрелов здания комплекса были сильно разрушены.

## Население
По данным Всероссийской переписи населения 2010 года, население составляет 233 человека.

## Достопримечательности
Сохранились развалины комплекса Селищенские казармы — военного поселения (архитектор В. П. Стасов). Комплекс построен 1818—1825 годах и представлял собой протяжённое, вытянутое с севера на юг здание, состоял из четырёх корпусов: здание полкового манежа, два флигеля с севера и юга от манежа (один флигель для школы, другой для госпиталя), церковь Святого духа.